# Ethel Lackie
Ethel Lackie Watkins (Chicago, Illinois, 27. listopada 1907. – 15. prosinca 1979.), američka plivačica.
Dvostruka je olimpijska pobjednica u plivanju, a 1969. godine primljena je u Kuću slavnih vodenih sportova.

## Vanjske poveznice
- Životopis na ISHOF-u (eng.)
- Kratka biografija  Arhivirana inačica izvorne stranice od 17. svibnja 2008. (Wayback Machine) Hickok Sports (eng.)